# Justin and the Knights of Valour
Justin and the Knights of Valour (bra/prt: Justin e a Espada da Coragem) é um filme de animação espanhol de fantasia humorística, dirigido por Manuel Sicilia, lançado em 2013. É um desenho animado em computação gráfica, empregando a técnica do cinema de alívio, O filme conta com as vozes de Freddie Highmore, Saoirse Ronan, James Cosmo, Charles Dance, Tamsin Egerton, Antonio Banderas, Rupert Everett, Alfred Molina, Mark Strong, Angela Lansbury, David Walliams, Julie Walters e Olivia Williams. O filme foi exibido no Reino Unido em 13 de Setembro de 2013, No Portugal em 19 de setembro de 2013 e no Brasil em 13 de março de 2014.
O filme foi Indicado ao Goya de melhor animação em 2014.

## Sinopse
Justin (Freddie Highmore) vive em um reino onde burocratas e cavaleiros foram derrubados. Ele quer ser um cavalheiro, mas seu pai, Reginald (Alfred Molina), o principal conselheiro da rainha, quer que ele siga seus passos e que ele seja um advogado. Na necessidade de orientação, Justin visita sua avó (Julie Walters), que lhe conta a história de seu avô, Sir Roland. Sir Roland era o cavaleiro mais nobre do reino e protetor do rei, até que os dois foram traídos e mortos pelo malvado Sir Heraclius (Mark Strong). Contra a vontade de seu pai, Justin foge em busca de seu sonho e começa sua busca para se tornar um cavaleiro. No Broken Eagle Inn, ele conhece Talia (Saoirse Ronan), uma garota bonita, alegre e de mente aberta que compartilha suas aspirações e por quem ele se apaixona perdidamente. No caminho, ele também encontra um mágico chamado Melquiades, uma pessoa um tanto peculiar que lhe diz onde fica a Abadia Mágica, o lugar onde os cavaleiros são treinados. Na abadia, Justin é ensinado por três monges idosos; Blucher (James Cosmo), que o instrui de maneira cavalheiresca; Legantir (Charles Dance), que lhe ensina que a magia ainda existe no mundo, e Braulio (Barry Humphries), que cria artefatos mágicos, é responsável por Gustav um crocodilo movido a gasolina que aspira a se tornar um dragão. Justin, apesar de ser um improvável candidato a cavalheiro, está determinado a perseguir seus ideais. Ele irá provar a si mesmo quando Heraclio e seus capangas, liderados por Sota (Rupert Everett), retornarem e ameaçarem o reino, e Justin o salvar.

## Elenco
| Personagem | Vozes Originais  | Vozes Portuguesas |
| ---------- | ---------------- | ----------------- |
| Justin     | Freddie Highmore | Ruben Leonardo    |
| Talia      | Saoirse Ronan    |                   |
| Blucher    | James Cosmo      |                   |
| Legantir   | Charles Dance    |                   |
| Lara       | Tamsin Egerton   |                   |
| Sir Clorex | Antonio Banderas |                   |
| Sota       | Rupert Everett   |                   |
| Braulio    | Barry Humphries  |                   |
| Reginald   | Alfred Molina    |                   |
| Heraclio   | Mark Strong      |                   |
| The Witch  | Angela Lansbury  |                   |
| Melquiades | David Walliams   |                   |
| Gran       | Julie Walters    |                   |
| Queen      | Olivia Williams  |                   |

## Produção

### Desenvolvimento
Em 21 de setembro de 2012, foi anunciado que Manuel Sicilia iria dirigir e escrever o filme com Matthew Jacobs. A produção, o desenvolvimento e as filmagens começaram em 28 de agosto de 2013.[carece de fontes?] O filme se chamaria originalmente Goleor: The Scales and the Sword.

### Música
Ilan Eshkeri fez a trilha sonora do filme e sua trilha sonora. A trilha sonora também contém "Kung Fu" interpretado por Ash, "Be Myself" interpretado por Aiden Grimshaw em seu álbum Misty Eye, "It's a Party" interpretado por The Subways no álbum Money and Celebrity e "Heroes" interpretado por Rebecca Ferguson & The Metropolitan Orchestra.

### Animação e efeitos especiais
O filme foi feito em animação 3D por computador e os efeitos especiais de animação 3D para o filme foram feitos pela Post23.

### Fundição
Em setembro de 2011, foi anunciado que Freddie Highmore faria o papel principal no filme, enquanto Saoirse Ronan e Antonio Banderas estavam negociando para entrar no elenco. Em 3 de junho de 2013, James Cosmo, Charles Dance, Tamsin Egerton, Rupert Everett, Barry Humphries, Alfred Molina e Mark Strong também estiveram nas negociações finais para entrar no filme. David Walliams foi adicionado ao elenco, interpretando Melquíades, também conhecido como Karolius, um mago e em 17 de junho de 2013, Julie Walters e Olivia Williams se juntaram ao elenco do filme, interpretando Vovó Lilly e a Rainha.
Em 9 de setembro de 2011, Freddie Highmore, Saoirse Ronan, Julie Walters, Alfred Molina, Mark Strong, Rupert Everett e Banderas se juntaram ao elenco de voz.
Isso reúne membros do elenco de filmes europeus como Saoirse Ronan (Talia) e Mark Strong (Heraclio) também estrelaram em Arrietty, já que esta é sua segunda colaboração, bem como Dame Julie Walters (Gran) e Saoirse Ronan (Talia) aparecem no Brooklyn, Mark Strong e Saoirse Ronan terceira colaboração desde que ambos aparecem em The Way Back e Arrietty. Freddie Highmore (Justin) e Alfred Molina (Reginald) aparecem em Close to the Enemy, Antonio Banderas (Sir Clorex) e Rupert Everett (Sota) aparecem na série Shrek em que interpretam o Gato de Botas e o Príncipe Encantado, respectivamente, James Cosmo (Blucher ) e Charles Dance (Legantir) aparecem em Game of Thrones respectivamente, Tamsin Egerton (Lara) e Rupert Everett (Sota) aparecem em St Trinians respectivamente, James Cosmo, Rupert Everett (Sota) e David Walliams (Melquiades) aparecem em Nárnia, Olivia Williams (Queen) e Saoirse Ronan (Talia) aparecem em Hanna e também Rupert Everett, Mark Strong e David Walliams aparecem em Stardust.

## Recepção

### Crítica
O site agregador de críticas, Rotten Tomatoes, relatou uma taxa de aprovação de 13% para o filme, com uma classificação média de 3,93 / 10 com base em 15 críticas. A crítica se concentrou na animação, que Andrew Osmond do Empire descreveu como "terrível [e] abaixo da média". Outras críticas foram feitas ao roteiro. Jayne Nelson, da SFX Magazine, observou: "A ação é desajeitada, as piadas ficam sem graça e o roteiro tenta tanto sair do chão que você quase pode sentir o vento batendo em você no beijo com suas asas frenéticas."

### Prêmios e indicações
Justin and the Knights of Valour foi indicado ao Goya na categoria de melhor longa animado de animação, mas perdeu para Metegol.

## Trilha sonora

### Lista de trilhas sonoras
Música para Justin and the Knights of Valour foi composta por Ilan Eshkeri. James Flannigan, Anders Grahn, Jarrad Rogers, Jack McManus, Billy Morgan, Joshua Morgan, Charlotte Cooper com Aiden Grimshaw e Tim Wheeler foram os compositores do filme.

#### Canções
| Título                   | Artista                                       |
| ------------------------ | --------------------------------------------- |
| "Kung Fu"                | Ash                                           |
| "Be Myself"              | Aiden Grimshaw em seu álbum Misty Eye         |
| "It's a Party"           | The Subways no álbum Money and Celebrity      |
| "Heroes"                 | Rebecca Ferguson & The Metropolitan Orchestra |
| "Kung Fu (Medieval Mix)" | Broken Eagle Band                             |
| "At the Dance"           | Broken Eagle Band                             |

#### Música
| Título                                | Compositor   |
| ------------------------------------- | ------------ |
| "Justin"                              | Ilan Eshkeri |
| "The Quest Begins"                    | Ilan Eshkeri |
| "Lara & Justin"                       | Ilan Eshkeri |
| "Sota's Prison Break"                 | Ilan Eshkeri |
| "Talia & Melquiades"                  | Ilan Eshkeri |
| "Justin's Journey"                    | Ilan Eshkeri |
| "The Kinight's Game"                  | Ilan Eshkeri |
| "Training Begins and Heraclio's Army" | Ilan Eshkeri |
| "Sir Clorex"                          | Ilan Eshkeri |
| "Training Ends"                       | Ilan Eshkeri |
| "The Hall of Heroes"                  | Ilan Eshkeri |
| "Heraclio's Army Trains"              | Ilan Eshkeri |
| "Gustav (Enter the Dragon)"           | Ilan Eshkeri |
| "Lara's Party"                        | Ilan Eshkeri |
| "Lara & Clorex"                       | Ilan Eshkeri |
| "Sat Nav"                             | Ilan Eshkeri |
| "The Battle"                          | Ilan Eshkeri |
| "Justin Vs Heraclio"                  | Ilan Eshkeri |
| "Justin Knighted"                     | Ilan Eshkeri |

### "Heroes"
"Heroes" é uma canção interpretada por Rebecca Ferguson & The Metropolitan Orchestra do álbum Justin and the Knights of Valour que foi lançado em 3 de setembro de 2013 pela Sony Classical Records.
A canção foi escrita e produzida por Anders Grahn e James Flannigan.

## Sequência
Uma sequência é anunciada, mas é desconhecida, todo o elenco reprisa seus papéis do primeiro, como Freddie Highmore, Saoirse Ronan, Alfred Molina, James Cosmo e Julie Walters.

A sequência será feita algum dia. Antonio falou com Dakota que ele iria repetir seu papel no futuro. Ele disse que "Se houvesse a possibilidade de fazer outro filme sobre Justin, e ele continuar a ser um personagem, ele poderia ser um pouco melhor. Ele provavelmente aprendeu algo com este filme",